# Eurició (pastor)
Segons la mitologia grega, Eurició (en grec antic: Εὐρυτίων) va ser un pastor que custodiava els bous vermells de Gerió acompanyat del gos Ortre. En parla Hesíode.
Hèracles, que en un dels seus treballs havia de robar els bous de Gerió. Va trobar primer el gos i el va matar, i després Eurició, que també va morir a les seves mans, emportant-se els bous.